# سبک اوتاگاوا

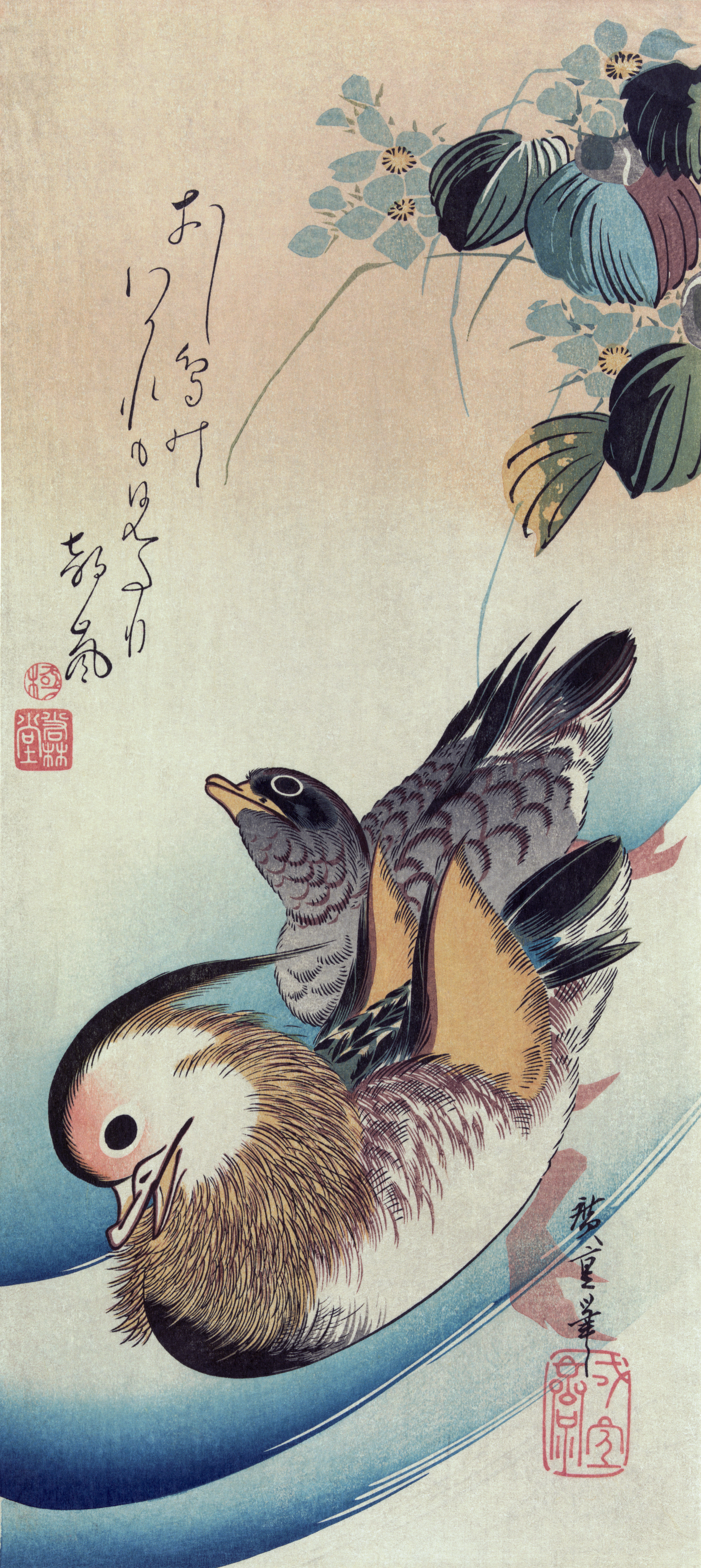
اردک‌های ماندارین اثر هیروشیگه

سبک اوتاگاوا یا اوتاگاواها (歌川派) یکی از سبک‌های اصلی اوکی‌یو-ئه بود که توسط اوتاگاوا تویوهارو پایه‌گذاری شد.

## زمینه
دوره ادو سوّمین دوره از حکومت نظامیان سامورایی در ژاپن است که در سال ۱۶۰۳ در شهر ادو (توکیوی کنونی) پایه‌گذاری شد و در حدود دویست و شصت سال یعنی تا سال ۱۸۶۷ ادامه داشت. هرچند در این دوره ژاپن عملاً با اجرای ساکوکو یا سیاست‌های قطع رابطه با دنیای خارج به کشوری بسته و منزوی بدل شد ولی همین دوره خود دوره اوج شکوفایی و پیدایش سبک‌های ادبی و هنری جدید بود.
اگر تا این زمان ادبیات و هنر به خاطر سطح سواد و معیشت مردم فقط در انحصار طبقه اشراف جامعه بود در دوره ادو به دلایلی چون صنعت چاپ، شکوفایی اقتصادی و گسترش سوادآموزی عمومی که در تمامی ژاپن فراگیر شد به میان مردم آمد و ژاپن شاهد پیدایش سبک‌های جدیدی در ادبیات، نمایش و هنر بود. در نقّاشی هم سبک‌های زیادی ایجاد شد که نقاشی اوکی‌یو معروف‌ترین آنها بود.
واژه اوکی‌یو به معنای جهان فانی و گذران است. از دید دین بودایی تمام لذّت‌های این دنیا را که همیشگی نیستند و از بین می‌روند در برمیگیرد. دوره ادو به خصوص از اواسط تا اواخر آن همراه است با شکوفایی اقتصادی ژاپن بنابراین طبقات مرفّه جدیدی سوای طبقه اشراف یا جنگجویان ظاهر شدند که به شدّت خواهان لذایذ دنیوی بودند. سبک جدید اوکی‌یو هم به زودی دچار دسته‌بندی‌های جدید شد که گروه هنری موسوم به اوتاگاوا از معروفترین آنها است. این گروه در اواخر دوره ادو به‌وسیلهٔ هنرمندی به نام اوتاگاوا تویوهارو ایجاد شد.

## هنرمندان سبک اوتاگاوا
اوتاگاوا تویوهارو در سال ۱۷۳۵ در کیوتو متولّد شد و در همین شهر در ابتدا به یادگیری روش نقّاشی‌ای موسوم به کانو پرداخت. او بعدها به ادو (توکیویِ کنونی) آمد و سبکی منحصر به خودش و با نام خودش اوتاگاوا را پایه‌گذاری کرد. اوتاگاوا تویوهارو در سال ۱۸۱۴ در گذشت.
توجّه عمومی به نقّاشی سبک اوتاگاوا به خاطر فعّالیت‌های شاگرد تویوهارو با نام اوتاگاوا تویوکونی است. او در سال ۱۸۲۵ متولّد شد. پدرش استاد کنده‌کاری بر روی چوب و ساختن عروسک چوبی بود. در ابتدا به کشیدن تصویر از چهره افراد زیبا جذب شد امّا بعد از آن به تصویرسازی از بازیگران و عوامل تأتر کابوکی پرداخت که همین باعث شهرت و استحکام این گروه هنری شد.
از میان شاگردان اوتاگاوا تویوکونی، اوتاگاوا کونی‌سادا (۱۷۸۶–۱۸۶۴) مشهورتر از بقیه است. او بهترین شاگرد تویوکونی بود.